# Nashwaak
Pour les articles homonymes, voir Nashwaak (homonymie).
Nashwaak est une communauté rurale du Nouveau-Brunswick, située dans le territoire de la commission de services régionaux 11, au centre de la province. La municipalité a été constituée le 1er janvier 2023, par l'annexion au village de Stanley de parties des districts de services locaux (DSL) suivants: paroisse de Douglas, Estey's Bridge, paroisse de Saint Marys et paroisse de Stanley.